# 川口宰曜子
川口 宰曜子（かわぐち さよこ、7月25日 - ）は、日本の女性声優。大阪府出身。青二プロダクション所属。

## 略歴
相愛大学人文学部日本文化学科卒業。青二塾東京校（第18期生）卒業。

## 人物
音域はE3 - A5。方言は関西弁。
趣味は史跡めぐり、ジャズダンス。特技は歌唱。

## 出演作品
※太字はメインキャラクター。

### テレビアニメ
1998年
- まもって守護月天!（女生徒）
- 遊☆戯☆王（OL、看護婦、リポーター）

2000年
- ヴァンドレッド（エステチーフ、エステクルー、クルー1）
- ONE PIECE（おばさん）

2001年
- スターオーシャンEX（主婦A）

### ゲーム
- 逮捕しちゃうぞ（女性署員2）
- ときめきメモリアル3 〜約束のあの場所で〜（相沢ちとせ）
- ルングルング オズの魔法使い〜Another World〜（オズマ姫）

### 実写
- ときめきメモリアルスーパーライブDVD
- ときめきメモリアルスーパーライブDVD2
- ときめきメモリアルスーパーライブ forever COUNTDOWN2006 DVD

### CD
- 孤独のグルメ vol.2 ドラマCD
- ときめきメモリアル3 はじめまして!
- ときめきメモリアル3 もえぎの音楽だより
- ドラマCD 神様がいっぴき

### CM
- ビオレつるつるフェイスエステ（花王）

### ナレーション
- サイエンスチャンネル『技術立国のリーダーたち』
- 新感覚ドラマ Future Girls
- 旅チャンネル『全国チンチン電車紀行』

### ラジオ
- 青森放送 あおもりTODAY『エネルギー探偵事務所～あけっちー助手の調査報告書～』（秘書（パーソナリティー））